# Suguta Hina
Suguta Hina (直田 姫奈 (直田 姬奈) (Trực Điền Cơ Nại)/ すぐたひな Suguta Hina) (sinh ngày 17 tháng 4 năm 1995) là một nữ diễn viên lồng tiếng Nhật Bản và ca sĩ đến từ Hyōgo, trực thuộc Animo Produce. Cô được biết đến khi lồng tiếng cho Kitagawa Marin trong Sono Bisque Doll wa Koi o suru. Cô cũng là thành viên của ban nhạc Morfonica, một phần của thương hiệu đa phương tiện BanG Dream!, cô lồng tiếng cho Kirigaya Tōko trong cùng loạt phim.

## Tiểu sử
Suguta sinh ra ở tỉnh Hyōgo vào ngày 17 tháng 4 năm 1995. Ngay từ khi còn nhỏ, cô đã hâm mộ nhóm nhạc thần tượng Morning Musume và ca sĩ Yui, người đã truyền cảm hứng cho cô học chơi đàn guitar. Trong những năm học trung học cơ sở và trung học phổ thông, cô hâm mộ các bộ anime như Gin Tama, One Piece và Free!.
Sau khi tốt nghiệp đại học, Suguta ban đầu làm giáo viên nhà trẻ. Vào thời điểm đó, cô là bạn với Hokaze Chiharu, người học cùng trường đại học với cô và là thành viên của nhóm nhạc thần tượng 22/7. Mặc dù Suguta đã cân nhắc việc trở thành một nữ diễn viên lồng tiếng khi còn học đại học, nhưng tình bạn của cô với Hokaze càng thôi thúc cô theo đuổi sự nghiệp lồng tiếng.
Suguta bắt đầu được đào tạo tại một trường diễn xuất do công ty tài năng Amino Produce điều hành vào năm 2017. Vai diễn lồng tiếng đầu tiên của cô là nhân vật Haruka trong trò chơi di động Afterlost; cô là thành viên của nhóm thần tượng trong trò chơi là SPR5.
Suguta trở thành thành viên của ban nhạc Morfonica vào năm 2020, với vai trò là guitar của nhóm; ban nhạc là một phần của nhượng quyền thương mại đa phương tiện BanG Dream!. Cô cũng được chọn vào vai Kirigaya Tōko trong cùng một bộ truyện. Năm 2022, cô đóng vai Kitagawa Marin trong bộ phim truyền hình anime Sono Bisque Doll wa Koi o suru.

## Danh sách phim

### Hoạt hình truyền hình
2019
- Rinshi!! Ekoda-chan trong vai Tanaka-san[1]
- Afterlost trong vai Haruka[6]

2020
- BanG Dream! Girls Band Party! Pico trong vai Kirigaya Tōko[7]
- Eternity: Shinya no Nurekoi Channel trong vai Kusunoki Maki[8]

2022
- My Dress-Up Darling trong vai Kitagawa Marin[5]

### Hoạt hình sân khấu
2021
- BanG Dream! FILM LIVE 2nd Stage trong vai Kirigaya Tōko[9]

### Trò chơi điện tử
2018
- Afterlost trong vai Haruka[3]

2019
- Help!!! Koi ga Oka Gakuen Otasuke-bu trong vai Kurusu Kirari[1]

2020
- BanG Dream! Girls Band Party! trong vai Kirigaya Tōko[10]
- Brown Dust trong vai Ashley[11]
- Kemono Friends 3 trong vai Bergman's Bear[12]